# Celeiro

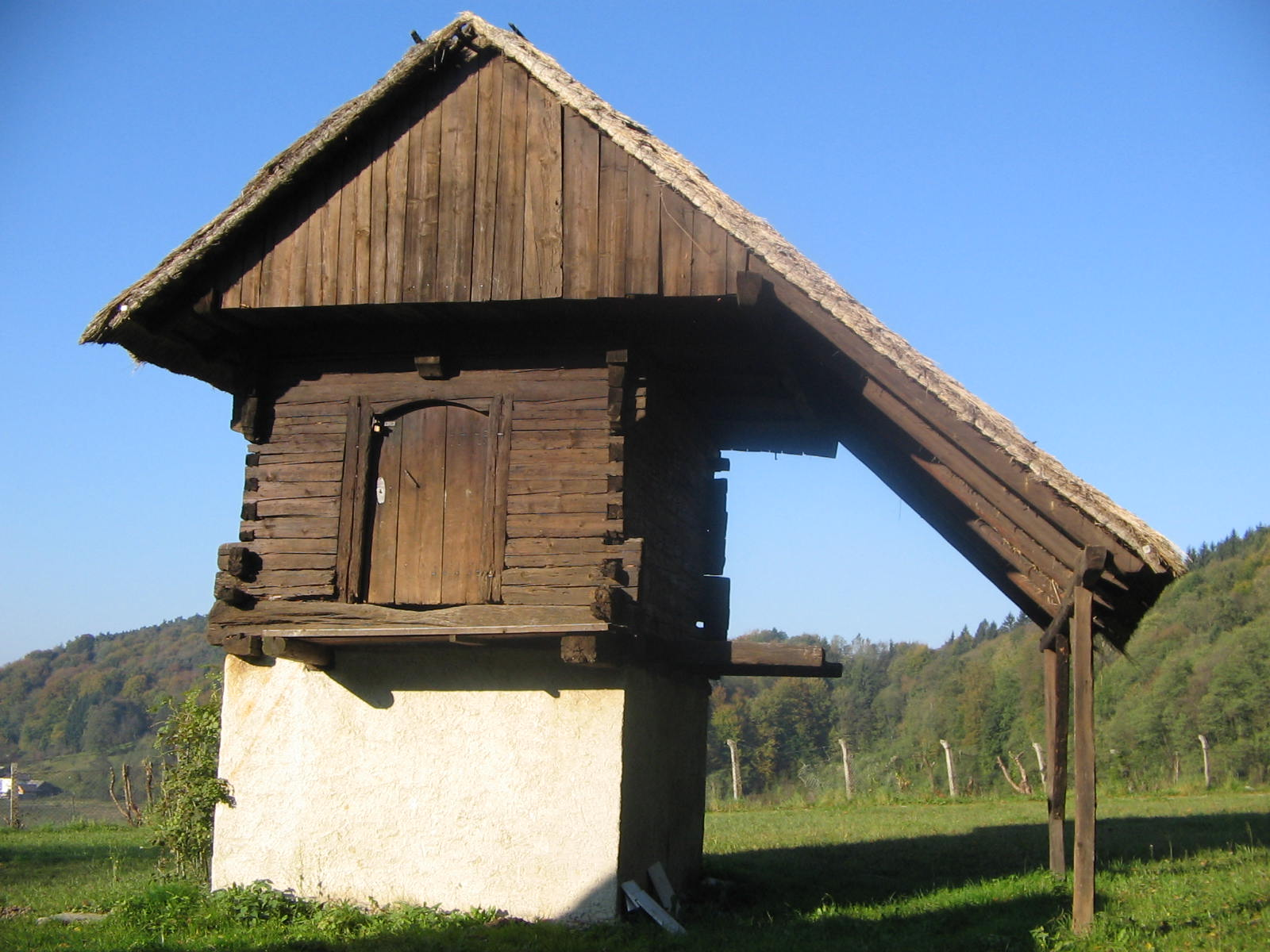
Celeiro do século XIX em Zaprice, na Eslovênia.

Celeiro é uma construção na área rural onde comumente os agricultores armazenam cereais, o produto da colheita.
O termo é também usado como designação de regiões, Estados ou países com alta produtividade de cereais.
Em Portugal chama-se também celeiro a qualquer edifício agrícola utilizado para armazenamento e como local de trabalho coberto, ou mesmo para guardar gado ou veículos e equipamentos agrícolas.